# 한국국민당 (1981년)

대한민국의 시계열적 정당 지도

한국국민당(韓國國民黨, 영어: Korean National Party, KNP)은 제5공화국 시기에 존재하였던 대한민국의 보수 정당이다. 약칭은 국민당이다. 구 민주공화당 및 유신정우회 계열 인사들에 의해 창당 조직되었으며 사실상의 민주공화당의 후신 정당이자 민주정의당의 위성정당이었다.

## 상세
김종철, 김영광, 이만섭, 이종성 등을 중심으로 당시 일부 구 민주공화당 및 유신정우회계의 인사들이 주축이 되어 1981년 1월 23일 창당발기위원회를 열고 창당되었다. 이후 공화당 당무위원 김종철을 총재로 선출했다. 전두환과 신군부의 정치정화법에 묶였다가 풀려난 정치인 및 정치규제법에 묶이지 않았던 구 공화당 및 유정회 인사들이 국민당으로 입당했다.
구 여당이었던 국정 경험을 기초로 원내 제1당으로 발돋움한다는 목표를 세웠으나 창당 후 3월 25일에 실시된 제11대 총선에서 지역구와 전국구를 합쳐 총 25석을 확보, 민주한국당에 이어 제2야당이 되었다. 그러나 전국정당에는 실패하고 충청권 일부와 영남의 극소수 및 전국구로 만족해야 했으며, 박정희 정권의 경제성장 성과를 바탕으로 홍보에 주력하였으나, 박정희에 대한 부정적인 여론 역시 국민당에게 부정적인 영향을 미쳤다.
1985년 구 공화당계 출신 이만섭이 총재가 되었다. 1985년에 실시된 제12대 총선에서는 지역구와 전국구를 합쳐 총 20석을 확보하는 데 그쳐 당세가 위축되었다.
1987년 10월 정치활동금지에서 풀려난 김종필이 신민주공화당을 창당하자 소속 의원 중 16명이 탈당하여 8명은 신민주공화당에 참여하고 8명은 집권당인 민주정의당에 입당하였다.
그 결과 한국국민당에는 총재 이만섭을 비롯한 4명의 의원만이 남게 되었고 결국 1988년 제13대 국회의원 총선거에서 총재 이만섭을 비롯한 후보자 전원이 낙선하여, 정당법에 따라 정당등록이 취소되었다. 이후 당은 신민주공화당에 흡수되었다.

## 역대 총재
| 대수 | 역대 대표 | 직함 | 임기                              |
| ---- | --------- | ---- | --------------------------------- |
| 1    | 김종철    | 총재 | 1981년 1월 23일 ~ 1983년 2월 3일  |
| 2    | 김종철    | 총재 | 1983년 2월 3일 ~ 1985년 3월 4일   |
| 3    | 이만섭    | 총재 | 1985년 3월 23일 ~ 1988년 4월 26일 |

## 주요 선거 결과

### 대통령 선거
| 연도   | 선거 | 후보자 | 득표 | 득표율        | 결과 | 당락 |
| ------ | ---- | ------ | ---- | ------------- | ---- | ---- |
| 1981년 | 13대 | 김종철 | 81표 | \| \| 1.6% \| | 3위  | 낙선 |
|        | 1.6% |        |      |               |      |      |

### 국회의원 선거
|  | 9.78% |

|  | 13.3% |

|  | 9.06% |

|  | 8.15% |

|  | 9.2% |

|  | 7.25% |

|  | 0% |

|  | 0.3% |

|  | 0% |

## 역대 전당대회

### 한국국민당 창당대회
1981년 1월 23일 한국국민당은 정강정책을 채택하고총재에 김종철 창당준비위원장을 추대한 뒤 대한민국 제12대 대통령 선거 후보로 김종철 총재를 추대했다

### 한국국민당 제2차 전당대회
1983년 2월 3일 한국국민당 전당대회는 김종철 총재를 총재로 재추대했다.

### 한국국민당 제3차 전당대회
1985년 3월 23일 한국국민당 전당대회는 자유투표로 단일지도체제를 채택하고 2.12 총선 패배로 사퇴한 김종철 전 총재를 대신할 총재 경선에 들어갔다.
| 득표순위 | 이름     | 득표수   | 득표율 | 비고 |
| -------- | -------- | -------- | ------ | ---- |
| 1        | 이만섭   | 456      | 43.4%  |      |
| 2        | 최치환   | 183      | 23.4%  |      |
| 총투표수 | 총투표수 | 총투표수 | 1050   |      |

1차 투표결과 과반득표자는 없었으나 최치환 후보가 사퇴하면서 이만섭 전 부총재가 총재로 당선되었다.

### 한국국민당 제4차 전당대회
1987년 4월 30일 한국국민당은 만장일치로 이만섭 총재를 총재로 재추대하였다.

## 같이 보기
- 민주공화당
- 유신정우회
- 김종필
- 김종철
- 이만섭
- 신민주공화당
- 민주정의당
- 박정희
- 제5공화국